# Mordechaj Kuzmirer

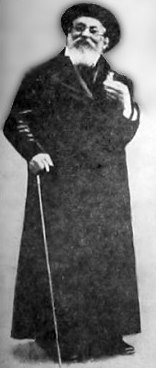
Motele Twerski

Mordechaj Kuzmirer (właśc. Motele Twerski, rebe Kuzmirer, zwany też cadykiem z Chęcin, zm. 24 czerwca 1917 w Kielcach) – chasyd, prawnuk Mordechaja Twerskiego magida z Czarnobyla i syn rabina Skwiry Dowida Twerskiego. Na początku XX wieku osiedlił się w Kazimierzu nad Wisłą, skupiając wokół siebie dużą grupę zwolenników. Po śmierci Tuwii Gutmana w 1902 r. przez kilka miesięcy pełnił obowiązki naczelnego rabina Kielc. W 1914 r. opuścił Kazimierz przenosząc się do Kielc. Tam spędził ostatnie lata życia.

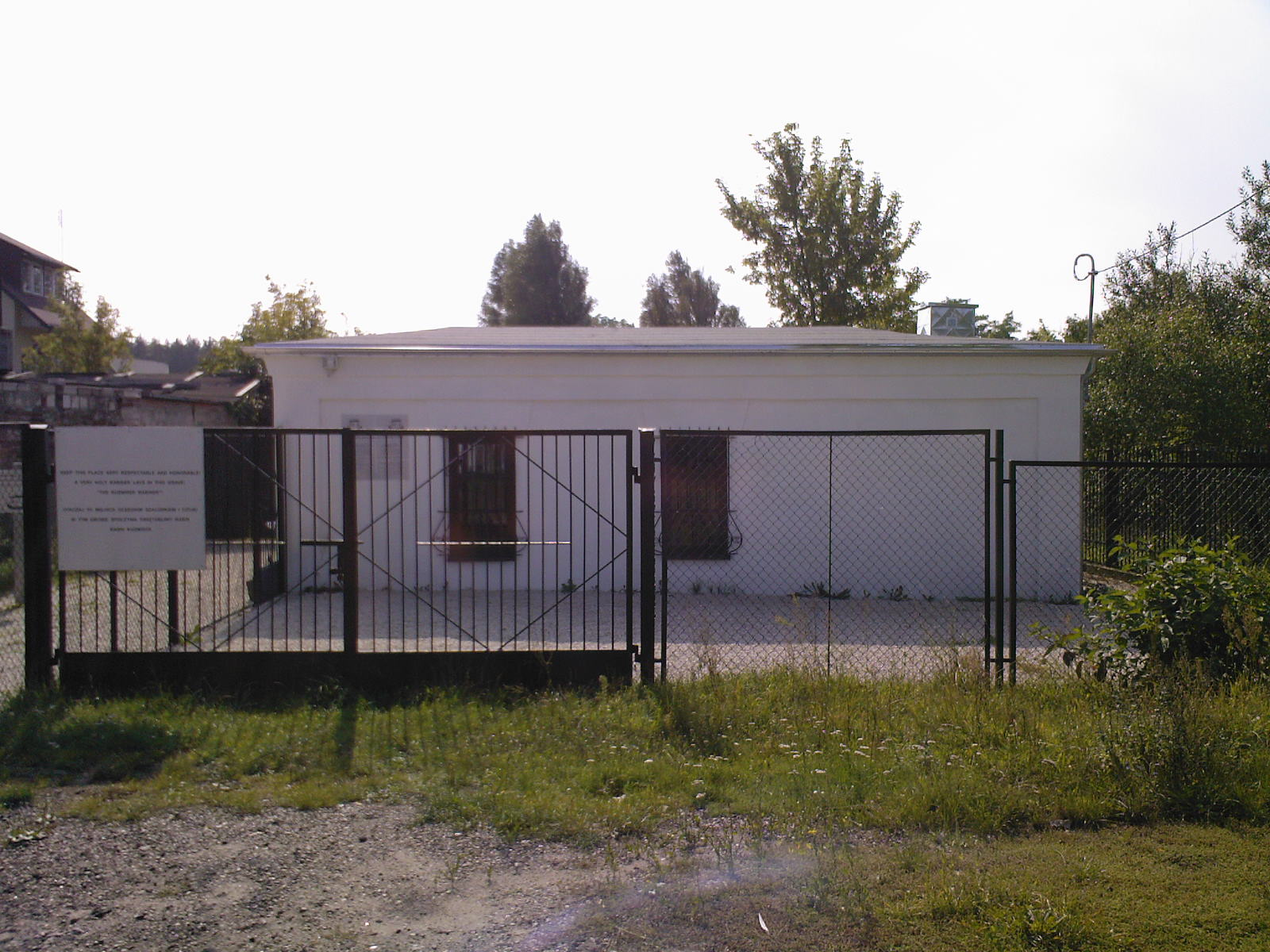
Ohel cadyka

Pochowany na kieleckim kirkucie. Jego grobowiec stał się celem licznych pielgrzymek chasydów z całej Polski. W latach 20. nad miejscem pochówku cadyka wzniesiono ohel. Budynek przetrwał wojnę i do 2006 r. był wykorzystywany jako pomieszczenie warsztatowe. Obecnie odrestaurowany obiekt pełni swą pierwotną funkcję.